# Stema orașului Cozmeni
Actuala stemă a orașului Cozmeni a fost aleasă la data de 31 ianuarie 2002 prin Hotărârea #5/1 a celei de-a XXII-a ședințe a Consiliului orășenesc. Autorul stemei este O. Oliynyk.
Stema are forma spaniolă a scutului, care este tradițională pentru stemele orașelor și satelor din Ucraina. Elementele centrale al stemei sunt culorile albastru și verde (culorile steagului Raionului Cozmeni), conform recomandările făcute de Societatea ucraineană de heraldică (UHT). Decorațiunile și elementele stemei au următoarele simboluri :
- Culoarea albastră de pe scut - simbolizează loialitatea și onestitatea cetățenilor, precum și resursele bogate de apă ale orașului;
- Culoarea verde de pe scut - simbolizează vegetația verde a orașului;
- Pe scut este plasat un cal argintiu, care este un simbol al inteligenței, al muncii grele și a bunăstării cetățenilor. În plus, calul este un simbol al orașului Cozmeni și a fost utilizat pe stemele orașului și în perioada în care orașul s-a aflat sub Imperiul Austro-Ungar, precum și sub Regatul României;
- În colțul din dreapta sus a scutului este amplasat un butoi argintiu înțepat de o semilună argintie. Conform legendei, o femeie din Cozmeni a înecat în butoi un soldat turc (simbolul Imperiului Otoman era semiluna) care asedia orașul și a fost pus aici în semn de respect pentru istoria contemporanilor.
- Scutul este înconjurat de frunze de fag (Bucovina este țara fagilor) aurii, realizate conform recomandărilor Societății ucrainene de heraldică. În partea centrală a frunzelor de fag este o floare de rododendron de culoare roșie, deoarece drumul de la est de Munții Carpați este cunoscut popular ca "Drumul roșu";
- Pe scut este amplasat un turn de cetate argintiu cu trei metereze. Numărul de metereze de pe turn și culoarea indică faptul că așezarea este oraș regional și, în acest sens, are o importanță regională;
- În partea inferioară a scutului este plasat anul primei atestări documentare a orașului (1413).

## Stema orașului din perioada Regatului României (1918-1944)
Stema orașului Cozmeni din perioada cât orașul s-a aflat în componența Regatului României a fost aleasă în anul 1934. Stema este reprezentată de un scut încoronat de un zid de cetate cu trei metereze. În partea de sus a scutului sunt doi brazi verzi pe fond argintiu, iar în partea de jos este amplasat un cap argintiu de cal pe fundal roșu . 

## Drapelul orașului Cozmeni
Actualul drapel al orașului Cozmeni a fost ales la data de 31 ianuarie 2002 prin Hotărârea #5/1 a celei de-a XXII-a ședințe a Consiliului orășenesc. Drapelul este alcătuit dintr-o pânză de culoare roșu-închis în formă pătratică, având în centru stema orașului.